# Wikivoyage
Wikivoyage (có nghĩa "cuộc du lịch wiki") một dự án xây dựng cẩm nang du lịch trực tuyến có nội dung tự do. Là một dự án "chị em" với Wikipedia, nó trực thuộc tổ chức Wikimedia Foundation và cho phép mọi người tham gia biên tập. Dự án tách ra khỏi Wikitravel tiếng Đức ngày 10 tháng 12 năm 2006 sau khi công ty Internet Brands mua Wikitravel. Họ thành lập tổ chức Wikivoyage e.V. tại Đức để quản lý dự án. Vào giữa năm 2012, đa số thành viên Wikitravel tiếng Anh, bao gồm phần nhiều bảo quản viên, quyết định hợp nhất các cộng đồng Wikitravel và Wikivoyage vào một dự án phi lợi nhuận mới. Wikivoyage yêu cầu gia nhập vào Wikimedia Foundation và Wikimedia phê chuẩn vào tháng 10 năm 2012.

## Nội dung

### Các điểm đến
Các điểm đến bao gồm các đơn vị địa lý theo nhiều cấp bậc khác nhau, chúng bao gồm:
- Các lục địa,
- Các khu vực của lục địa (như Đông Nam Á),
- Các quốc gia,
- Các vùng thuộc quốc gia đó (tỉnh, bang, quận,...),
- Các thành phố lớn nhỏ, có thể bao gồm các làng nếu các làng này là những điểm thu hút du lịch,
- Các Khu trong các thành phố lớn,
- Các vườn quốc gia mà có cung cấp những tiện nghi cho khách du lịch,
- Các Hành trình.

Các điểm hấp dẫn du khách như khách sạn, nhà hàng, quán bar, bảo tàng, hộp đêm, tượng đài hoặc các công trình nghệ thuật khác, công viên thành phố, quảng trường, phố mua sắm, lễ hội hoặc các sự kiện, hệ thống đường sá và bến bãi phục vụ đi lại và những đảo không người ở đều được liệt kê trong bài viết ở những mục phù hợp.